# Rugby à XV aux Fidji

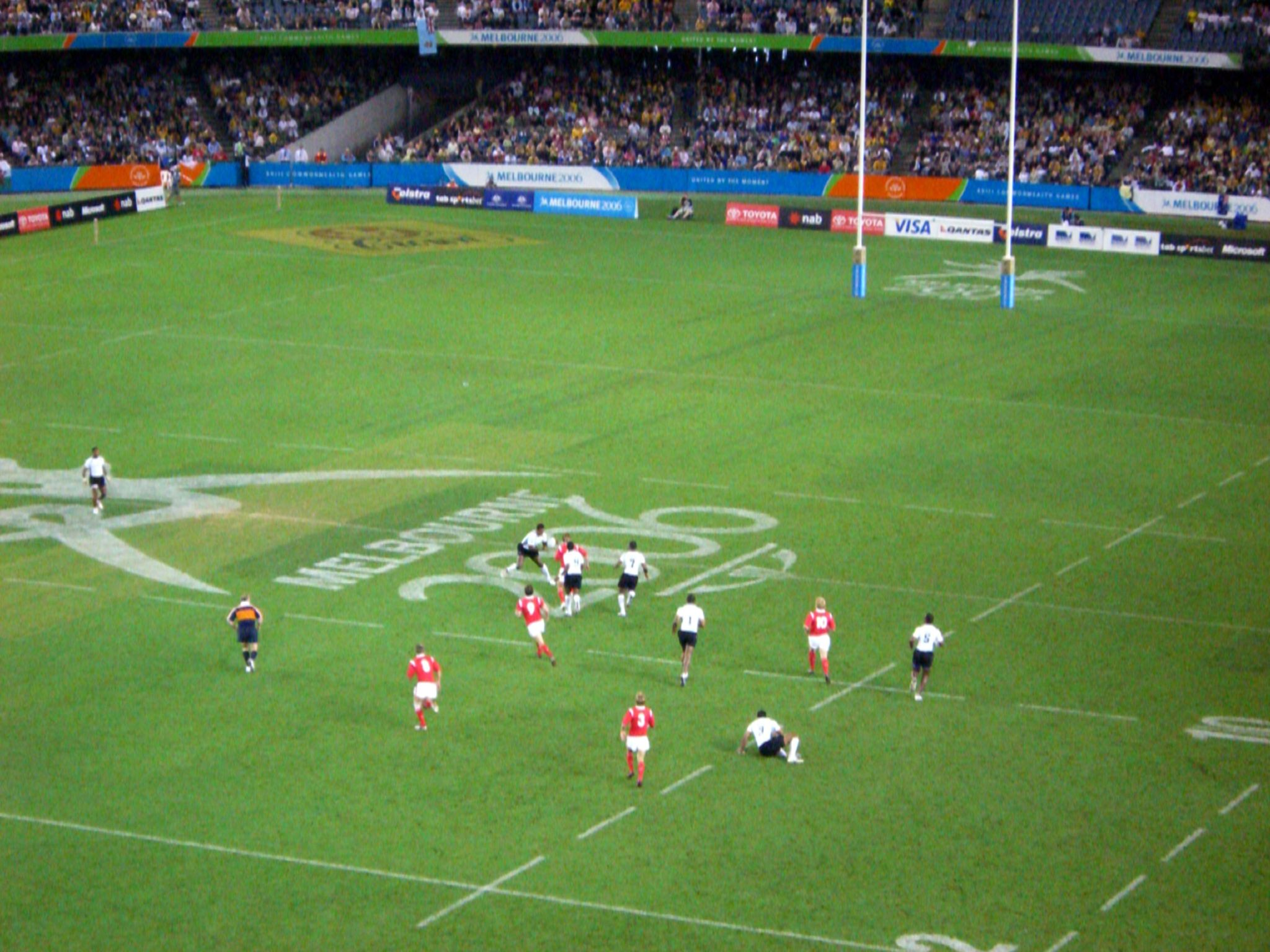
L'équipe de rugby à sept fidjienne aux Jeux du Commonwealth de 2006 à Melbourne.

Le rugby à XV est un sport d’équipe populaire aux îles Fidji. Introduit dans les années 1880, il est considéré comme le sport le plus populaire du pays. Les Fidji sont définies par l’International Rugby Board (IRB) comme une équipe de deuxième division mondiale. L’équipe nationale a disputé plusieurs fois la Coupe du Monde de rugby, atteignant plusieurs fois les quarts de finale. Leur équipe de rugby à VII se distingue aussi par ses succès, et est actuellement championne du monde.

## Historique
Le rugby à XV a été joué en premier dans les îles Fidji, en 1884, par des soldats européens et fidjiens de la Native Constabulary à Ba, sur l’île Viti Levu. Au début des années 1890, il a commencé à attirer l'attention des médias et à s'établir dans le pays au début des années 1890. À cette époque, beaucoup de joueurs réguliers étaient des expatriés, cependant une compétition avec des équipes locales fut organisée dès 1904. Le premier véritable club de rugby, Pacific Club, fut créé en 1913 par le néo-zélandais P.J. Sheehan qui avec ses collègues, pour la plupart des expatriés venant de Nouvelle-Zélande et d'Australie, a voulu compenser le manque de clubs sportifs et de compétitions. Ce premier club avait quarante membres.
Ces matchs devinrent populaires auprès de la population locale et européenne résidant aux Fidji. Sheehan fut approché par un Européen pour former une organisation responsable du rugby, c'est ainsi que se forma la Fédération fidjienne de rugby à XV (Fiji Rugby Football Union). Deux autres clubs, les Cadets club et The United Services club, ont aussi été créés à ce moment-là. Sir Ernest Bickham Sweet-Escott, gouverneur de la colonie, fit don du Escott Shield comme trophée d'une compétition de rugby. Le premier championnat fut remporté par le club Pacific.
À la même époque, Sheehan fit en sorte que l'Équipe de Nouvelle-Zélande de rugby à XV fasse une halte aux Fidji lors de leur retour d’une tournée en Californie. Un match fut organisé entre les All Blacks et une équipe représentant les Fidji, et les All Blacks l’emportèrent 67 à 3, Sheehan, le capitaine-entraîneur, inscrivant les seuls points fidjiens.
L'équipe fidjienne était composée d’européens, comme la plupart des équipes de l'époque, bien que la population locale montrait un intérêt enthousiaste pour ce sport. Plusieurs fidjiens autochtones approchèrent Sheehan et lui demandèrent d’enseigner ce sport à la population locale. Sheehan organisa un premier match entre deux équipes composées uniquement de joueurs locaux. Cette rencontre fut disputée par un après-midi pluvieux, ce qui ajouté à des interprétations divergentes des règles, rendit le match difficile. L'année suivante, la population locale mit en place sa propre compétition, et les clubs locaux de Taipou, Tarirere, Hill et Ofisa furent créés. La Davies Cup, du nom de l’homme d'affaires qui la créa, fut remise à l'équipe de Tarirere qui remporta la compétition en 1915. Une instance dirigeant cette compétition fut établie à l’intérieur de la fédération.
Le 18 août 1924, l'équipe nationale disputa son premier test match, elle joua contre l'équipe des Samoa occidentales. Ce match fut joué aux Samoa à sept heures du matin, afin de permettre aux fidjiens de se déplacer vers les Tonga le même jour, et aux samoans de rejoindre leur travail après le match. Les Fidji l’emportèrent 6 à 0 et continuèrent par une tournée de neuf matchs aux Tonga. À cette époque les fidjiens jouaient avec un maillot noir, par opposition à leur désormais traditionnel maillot blanc. Les spectateurs de ce premier match louèrent les fidjiens pour leur vitesse et leur adresse.
En 1926, deux équipes étrangères rendirent visites aux fidjiens : l’équipe de l’Auckland University College et l’équipe nationale des Tonga. Ce fut la première fois que l’équipe nationale fidjienne porta leur traditionnelle tenue composée d’un maillot blanc et d’un short noir. Deux ans plus tard, une compétition scolaire locale vit le jour. C’est en 1939 que la Fédération fidjienne de rugby scolaire fut créée. Cette même année, les fidjiens partirent pour une tournée en Nouvelle-Zélande. L’équipe se fit connaître en étant la première à quitter invaincue la Nouvelle-Zélande (avec sept victoires et un match nul). Les fidjiens impressionnèrent les spectateurs néo-zélandais par leur jeu imprévisible. Après leur dernier match face à l’équipe des Maori de Nouvelle-Zélande, un journal écrivit que « les fidjiens sont destinés à jouer un grand rôle dans le monde du rugby ».
Les Fidji réalisèrent une nouvelle tournée en Nouvelle-Zélande en 1951 et remportèrent la majorité de leurs rencontres, avec huit victoires, cinq défaites et deux matches nuls. L’année suivante, les fidjiens partirent pour une tournée en Australie, et remportèrent un match sur les deux disputés face aux Wallabies. Cette tournée fut remarquable pour ses records d’affluence en Australie. Les fidjiens y revinrent deux ans plus tard, avec là aussi une égalité aux nombres de matches remportés, et de nouveaux records d’affluence. En 1963, la Fiji Rugby Football Union devint la Fiji Rugby Union (FRU).
En 1964, l’équipe fidjienne fit sa première tournée en Europe. Ils disputèrent leur premier match à Paris face à la France, où ils s’inclinèrent 21 à 3. Ils jouèrent ensuite cinq matches face à des équipes françaises. Ils jouèrent ensuite un match face à l’équipe nationale galloise à l’Arms Park de Cardiff, où ils perdirent sur le score de 28 à 22, puis rencontrèrent trois équipes galloises. Le tournoi de Hong Kong de rugby à VII vit le jour en 1976, et l’équipe à VII fidjienne remporta le titre lors de sa deuxième participation en 1977. Ils remportèrent ensuite le tournoi en 1978, 1980 et 1984, puis cinq fois durant les années 1990, ce qui a fait d’eux une des nations majeures du rugby à VII mondial.
Entre 1982 et 1984, les Fidji réalisèrent une série de 15 victoires consécutives. L’équipe fut invitée par l’IRB à participer à la première Coupe du Monde en 1987, organisée par l’Australie et la Nouvelle-Zélande. Lors de leur premier match dans cette compétition, ils vainquirent l’Argentine 28 à 9 à Hamilton. Ils s’inclinèrent ensuite lourdement 74 à 13 face à la Nouvelle-Zélande, puis battirent l’Italie 18 à 15, ce qui les qualifia pour les quarts de finale, où ils s’inclinèrent 31 à 16 face à la France.
Les fidjiens participèrent à la Coupe du Monde 1991 qui se tint au Royaume-Uni et en France. Ils perdirent leurs trois matches de poule et furent donc éliminés au premier tour. Ils ne se qualifièrent pas pour la Coupe du Monde 1995 en Afrique du Sud, cependant l’équipe fidjienne de rugby à VII remporta la coupe du monde de cette discipline trois ans plus tard. Les fidjiens se qualifièrent pour la Coupe du Monde 1999 au Pays de Galles. Après deux larges victoires face à la Namibie et au Canada ils perdirent leur dernier match face à la France. Leur seconde place les qualifia pour des barrages qualificatifs pour les quarts de finale, mais ils s’inclinèrent 45 à 24 à Twickenham face à l’Angleterre.
L’agitation politique du pays en 2000 obligea la fédération à accepter de jouer les matches internationaux aux Samoa plutôt qu’aux Fidji.
L’équipe se qualifia pour la Coupe du Monde 2003 en Australie. Dans le groupe B, elle s’inclina face à la France 61 à 18, remporta son match suivant 19 à 18 face aux États-Unis, vainquirent le Japon mais s’inclinèrent de deux points lors de leur dernier match face à l'Écosse. Terminant troisième de leur poule, ils furent éliminés au premier tour.
Lors de la Coupe du Monde 2007 en France, les Fidji s’imposèrent dans des matches serrés du groupe B face au Japon et au Canada. Laissant plusieurs joueurs majeurs au repos en prévision du match face aux gallois, les fidjiens s’inclinèrent face à l’Australie sur le score de 55 à 12. Ils créèrent la sensation en s’imposant lors d’une rencontre spectaculaire 38-34 face au Pays de Galles pour le dernier match de poule. En quart de finale, les fidjiens s'inclinèrent face aux Sud-Africains par 20 points à 37, en inscrivant tout de même deux essais en deux minutes avec un joueur en moins sur le terrain.

## Institutions dirigeantes
La Fédération fidjienne de rugby à XV (Fiji Rugby Union -FRU-) est l’institution dirigeante de ce sport. Elle est divisée en 30 fédérations locales. La FRU est membre de la Pacific Islands Rugby Alliance (PIRA), avec les Samoa et les Tonga. La FRU a été à l’origine créée sous le nom de Fiji Rugby Football Union, le changement de nom ayant eu lieu en 1963. La FRFU fut formée en 1913 alors que ce sport commençait à se développer. Les Fidji sont considérées comme une équipe de « deuxième division mondiale » par l’IRB.

## Compétitions de clubs

### National Rugby Championship
Le National Rugby Championship est une compétition professionnelle créée en 2014 par la fédération australienne de rugby pour des équipes australienne. En 2017, une équipe fidjienne, les Fijian Drua, est intégrés à la compétition ; ils remportent leur premier titre pour leur deuxième participation en 2018.

### Pacific Rugby Cup
L’IRB Pacific Cup a vu le jour en 2006 et oppose six équipes représentant les Fidji, les Samoa et les Tonga. Les Fidji ont deux équipes participantes : les Fiji Warriors et les Fiji Barbarians. Le but de ce tournoi est d’améliorer la qualité du rugby dans les îles du Pacifique. Les Warriors est l'équipe la plus récompensée du tournoi, avec 8 victoires.

### Colonial Cup
La Colonial Cup a été créée par la FRU pour identifier et préparer les joueurs locaux aux rencontres internationales. L’équipe nationale et l’équipe A sont tirées des joueurs participant à la Colonial Cup, ainsi que des joueurs évoluant à l’étranger. En 2007 une nouvelle équipe a rejoint la compétition, portant ainsi à 6 le nombre d’équipes. La compétition prend fin quatre ans après sa création, en 2008.

## Équipes nationales

### Équipe des Fidji de rugby à XV
Les Fidji ont disputé cinq Coupes du Monde sur six depuis ses débuts en 1987, atteignant les quarts de finale en 1987, 1999 et 2007. Les fidjiens disputaient le Tri-nations du Pacifique avec les Samoa et les Tonga, remplacée à partir de 2006 par la Pacific Nations Cup, où ils affrontent les Samoa, les Tonga, le Japon, l’équipe Junior All Blacks et l’équipe A australienne (en rugby l’équipe A est une équipe réserve). Les couleurs fidjiennes sont un maillot blanc avec un short noir. Les fidjiens exécutent la danse traditionnelle cibi avant les matches.

### Équipe des Fidji de rugby à 7
Les Fidji sont l’une des plus brillantes équipes de rugby à sept. Ils ont gagné le tournoi de Hong Kong de rugby à sept en 1977, puis huit autres fois. Ils sont aussi la seule équipe à avoir remporté deux fois Coupe du monde de rugby à sept, en 1997 (victoire face à l’Angleterre en finale) et en 2005 (victoire face à la Nouvelle-Zélande). Les World Sevens Series ont vu le jour en 2000, et la Nouvelle-Zélande a remporté les si premières éditions. Cependant les fidjiens ont mis fin à cette série en remportant la compétition en 2006.
Ils deviennent une des meilleures équipes de la discipline, remportant la médaille d'or olympique de rugby à sept en 2016.